# Épispadias
 (mars 2019).
Si vous disposez d'ouvrages ou d'articles de référence ou si vous connaissez des sites web de qualité traitant du thème abordé ici, merci de compléter l'article en donnant les références utiles à sa vérifiabilité et en les liant à la section « Notes et références ».
 Mise en garde médicale
Un épispadias est une rare malformation du pénis dans lequel l'urètre se termine par une ouverture sur la face supérieure du pénis.
Il peut également se développer chez les femmes lorsque l'urètre se développe trop loin. Il se produit dans environ une naissance sur 120 000 chez les hommes et une naissance sur 500 000 chez les femmes.[réf. nécessaire]

## Signes et symptômes
La plupart des cas impliquent un petit pénis bifide, qui nécessite une fermeture chirurgicale peu après la naissance, incluant souvent une reconstruction de l'urètre. Lorsqu'il fait partie d'une exstrophie plus importante, non seulement l'urètre, mais aussi la vessie (exstrophie de la vessie) ou tout le périnée (exstrophie cloacale) sont ouverts et exposés à la naissance, ce qui nécessite une fermeture.[réf. nécessaire]

### Relation avec d'autres conditions
Malgré la similitude de nom, un épispadias n'est pas un type d'hypospadias et implique un problème lié à un ensemble différent de processus embryologiques.[réf. nécessaire]
Les femmes peuvent aussi avoir ce type de malformation congénitale. Les épispadias chez la femme peuvent survenir lorsque l’urètre se développe trop en avant, sortent dans le clitoris ou même plus en avant. Pour les femmes, cela peut ne pas causer de difficulté à la miction, mais peut entraîner des problèmes de satisfaction sexuelle. Le clitoris est souvent séparé au niveau du site de sortie de l’urètre et la sensation du clitoris est donc moins intense pendant les rapports sexuels en raison de la stimulation fréquente pendant la miction. Cependant, avec une stimulation appropriée, en utilisant des techniques manuelles ou de positionnement, l’orgasme clitoridien est certainement possible.[réf. nécessaire]

## Causes
L’épispadias est une forme peu commune et partielle d’un spectre d’échecs de la fusion abdominale et pelvienne au cours des premiers mois de l’embryogenèse, connue sous le nom de complexe exstrophie — épispadias. Bien que les épispadias soient inhérents à tous les cas d’exstrophie, ils peuvent également, beaucoup moins souvent, apparaître isolément comme la forme la moins grave du spectre complexe. Il survient à la suite d’une migration défectueuse des tubercules génitaux primordiaux vers la membrane cloacale, et donc d’une malformation du tubercule génital, vers la 5e semaine de gestation.[réf. nécessaire]

## Traitement
Le traitement principal des épispadias isolés est une réparation chirurgicale complète de la région génito-urinaire habituellement au cours des 7 premières années de la vie, comprenant la reconstruction de l'urètre, la fermeture de la tige du pénis et la mobilisation des corpus. La technique la plus populaire et la plus réussie est connue sous le nom d’approche modifiée de Cantwell-Ransley. Au cours des dernières décennies, toutefois, la technique de désassemblage complet du pénis a connu un succès croissant, malgré son association à un risque de dommages plus important et plus grave.[réf. nécessaire]

## Pronostic
Même avec une chirurgie réussie, les patients peuvent avoir des problèmes à long terme avec :[réf. nécessaire]
- incontinence, où grave habituellement traité avec une forme de détournement urinaire de continent comme le Mitrofanoff ;
- dépression et complications psycho-sociales ;
- dysfonction sexuelle.